# Peričnik
Peričnik-fallet är ett tvåstegsfall (16 m + 52 m) i Slovenien. Det ligger i Peričnik-bäcken i Dolina Vrata (”Vrata-dalen”) i Triglavs nationalpark.
Triglav-glaciären fördjupade under istiden Vrata-dalen. När glaciären vid istidens slut drog sig tillbaka, frilades en karaktäristiskt u-formad glaciärdal med branta dalsidor. Över en vägg av kalkstenskonglomerat faller nu bäcken Peričnik, innan den förenar sig med älven Triglavska Bistrica på dalbotten . Vattenfallet har varit ett populärt utflyksmål sedan 1800-talet.

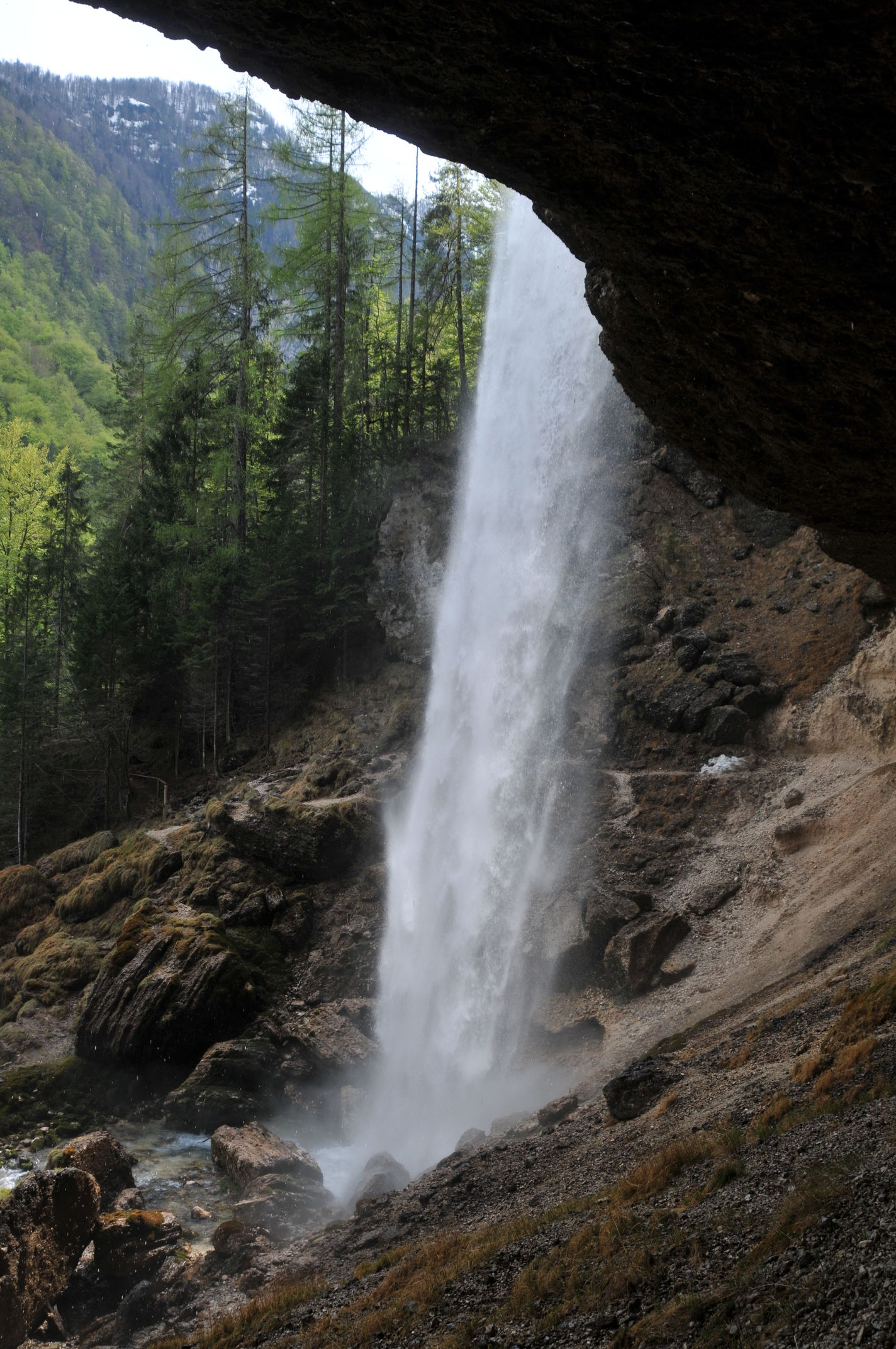
Nedre fallet (52 m) faller över en överhängande klippa, vilket gör att man gå in bakom själva vattenfallet.
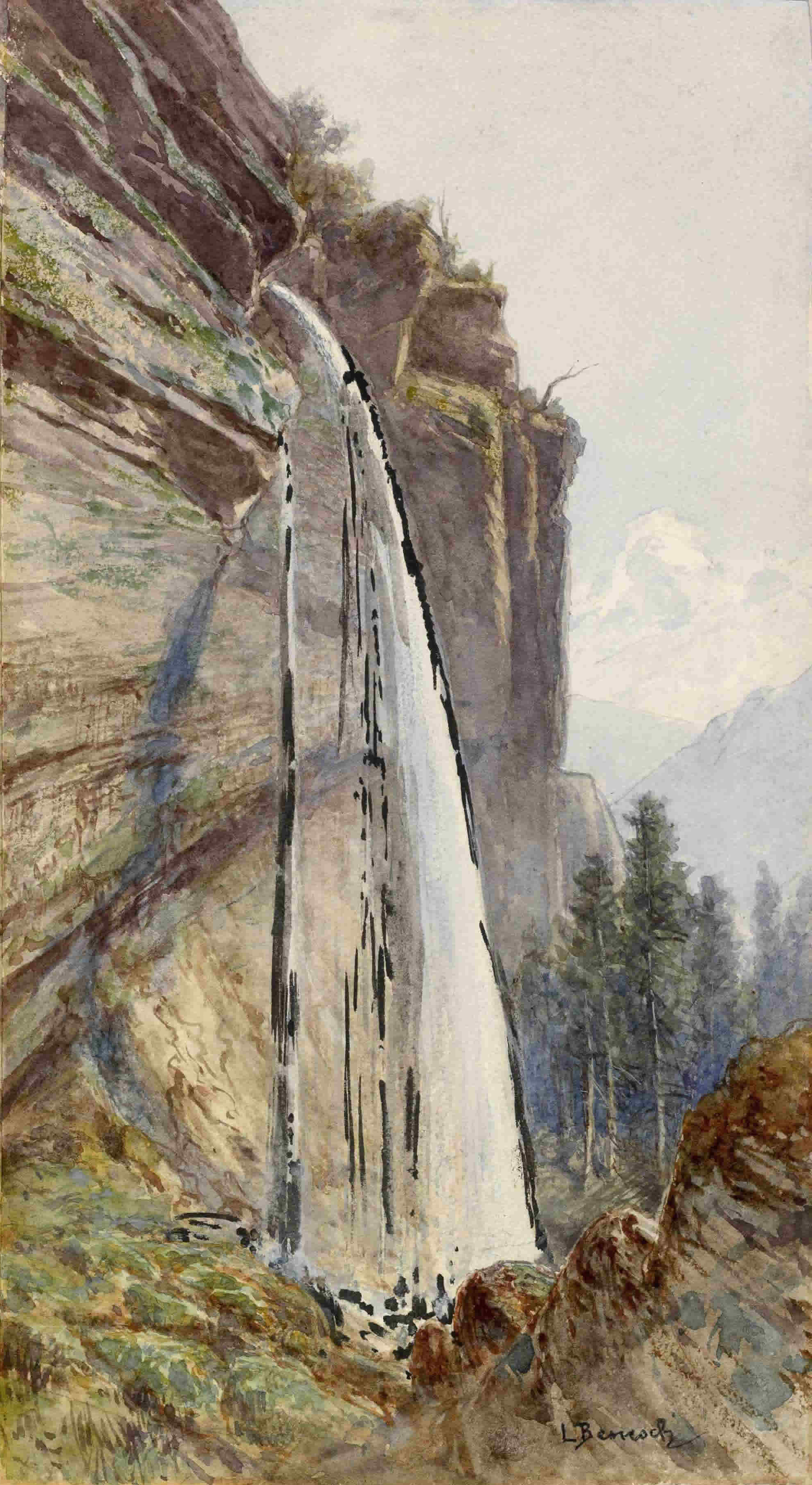
Nedre fallet. Akvarell av Ladislav Benesch, sent 1800-tal.
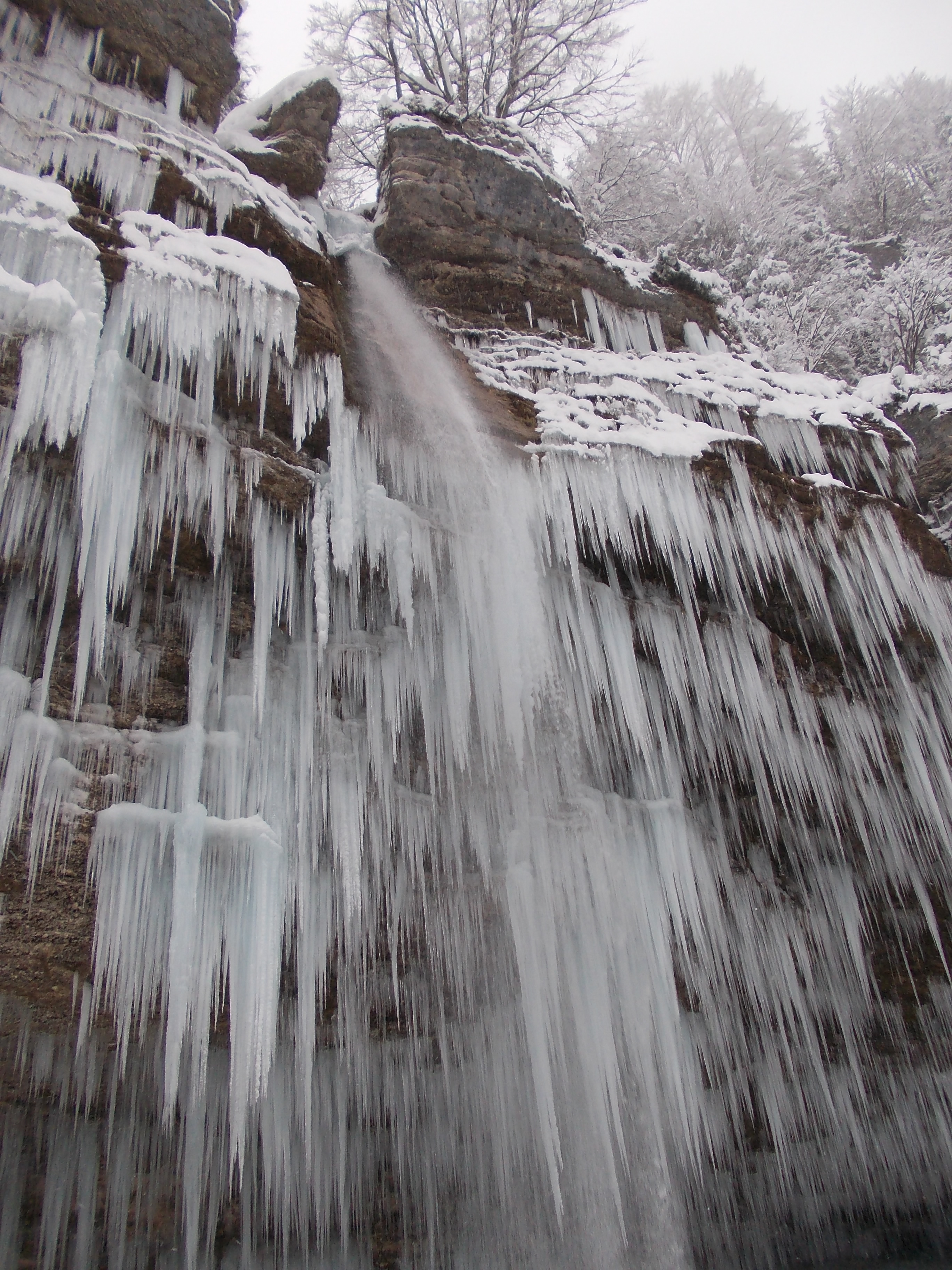
Vintertid förvandlas fallet till ett draperi av istappar.